# ألبى (أولاند)
ألبي، أولاند (بالإنجليزية: Alby, Öland)

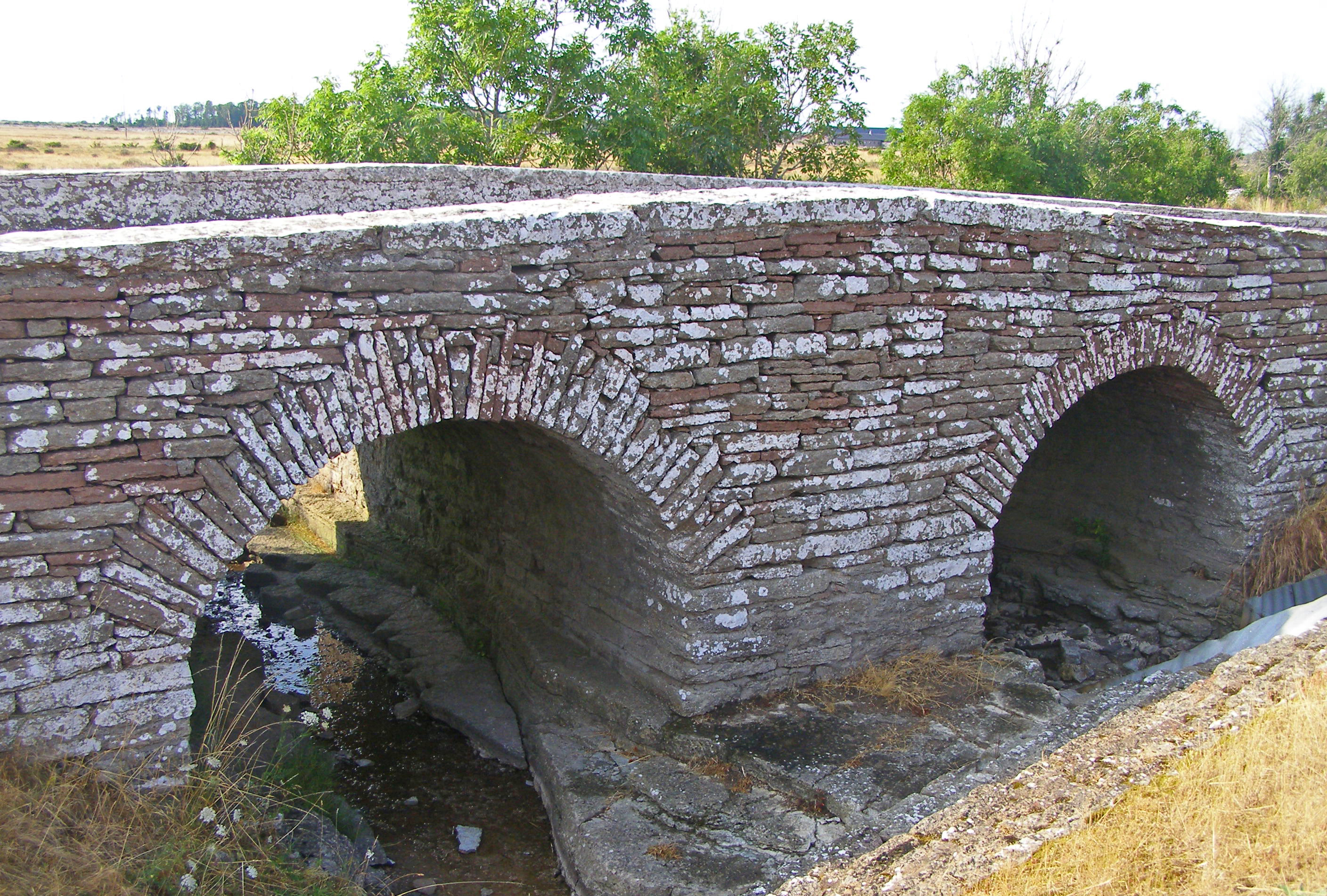
جسر دراي ستون من العصور الوسطى في ألبي

ألبي هي قرية على بحر البلطيق في مقاطعة Hulterstad على الطرف الغربي من ستورا ألفيرت Stora Alvarett. الأدلة الأثرية تشير إلى أن هذه المستوطنة لتكون واحدة من أقدم المستوطنات على جزيرة أولاند.
تقع ألبي على الساحل الجنوبي الشرقي لجزيرة أولاند. ويقدر عدد السكان في 2006 ب 125 شخصا.